# Helina acrinis
Helina acrinis este o specie de muște din genul Helina, familia Muscidae, descrisă de John Otterbein Snyder în anul 1941. Conform Catalogue of Life specia Helina acrinis nu are subspecii cunoscute.